# Gunnar Eriksson
Gunnar Eriksson   (Mora, 3 de gener de 1921 - Mora, 8 de juliol de 1982) fou un esquiador de fons suec que destacà a la dècada del 1940.

## Carrera esportiva
Especialista en esquí de fons va participar en els Jocs Olímpics d'Hivern de 1948 disputats a Sankt Moritz (Suïssa), on aconseguí guanyar la medalla d'or en la prova de 4x10 km relleus amb l'equip suec i la medalla de bronze en la prova de 18 quilòmetres.
L'any 1950 en el Campionat del Món d'esquí de fons disputat a Lake Placid (Estats Units) aconseguí guanyar la medalla d'or en la prova de 50 quilòmetres.
En els Jocs Olímpics d'Hivern de 1952 realitzats a Oslo (Noruega) participà en la prova de 50 quilòmetres, on finalitzà en dotzena posició.